# 地下城雜誌
《地下城雜誌》（英文：Dungeon Magazine，一般被愛好者簡稱為：Dungeon），是一本定位在喜愛角色扮演遊戲的遊戲者所發行的雜誌，特別針對於龍與地下城這套系統。它最早是由TSR公司於1986年創辦，後來由Paizo公司接手。最初是雙月刊，在2003年改以月刊形式發行。2007年初，Paizo宣佈Wizards of The Coast公司將要收回龍與地下城的發行權
，旋即於2007年9月停刊（紙本發行至150期）。目前地下城雜誌以電子月刊形式在Wizards of The Coast網站上繼續刊載。